# Licornus
Licornus is een geslacht van hooiwagens uit de familie Cranaidae.
De wetenschappelijke naam Licornus is voor het eerst geldig gepubliceerd door Roewer in 1932. 

## Soorten
Licornus omvat de volgende 2 soorten:
- Licornus atroluteus
- Licornus perfectus